# Santo Antônio da Alegria
Santo Antônio da Alegria este un oraș în São Paulo (SP), Brazilia. Populația este de 6.977 de locuitori (estimare pentru anul 2020) într-o suprafață de 310,29 km². Altitudinea este de 791 de metri. Un municipiu vecin este São Sebastião do Paraíso din Minas Gerais, situat la nord-est.
1. ↑  „IBGE | Portal do IBGE | IBGE”. www.ibge.gov.br. Accesat în 17 mai 2023.